# Thera infuscata
Thera infuscata är en fjärilsart som beskrevs av Leo Schwingenschuss 1926. Thera infuscata ingår i släktet Thera och familjen mätare. Inga underarter finns listade i Catalogue of Life.